# Joyce Van Patten
Joyce Benignia Van Patten, född 9 mars 1934 i New York, är en amerikansk skådespelerska. Hon är syster till Dick Van Patten.
Som tvååring vann Joyce Van Patten en tävling på Staten Island om vem som var mest lik Shirley Temple. Hon gjorde debut på Broadway som sexåring. Bland de filmer hon medverkat i märks Får jag kyssa din fjäril (1968) och St. Elmo's Fire (1985). 
Hon har varit gift fyra gånger, bland annat med skådespelaren Martin Balsam 1959–1962 och med regissören Dennis Dugan 1973–1987.

## Filmografi (urval)
- 1951 – 14 timmar (ej krediterad)
- 1968 – Får jag kyssa din fjäril
- 1969 – Trassel med brudar
- 1974 – Mame
- 1976 – Björnligan
- 1976 – Mikey and Nicky
- 1985 – Falken och snömannen
- 1985 – St. Elmo's Fire
- 1987 – Blind Date
- 1988 – Ett experiment i skräck
- 1996 – Oändlig kärlek
- 2008 – Marley & jag
- 2010 – Grown Ups
- 2011 – This Must Be the Place
- 2011 – Peace, Love, & Misunderstanding
- 2014 – God's Pocket